# Juan Badiano y Martín de la Cruz
Martín de la Cruz y Juan Badiano fueron sabios indígenas Mexicanos (tlacuilos o escribas) del siglo XVI, autores del llamado Códice de la Cruz-Badiano, escrito en la Nueva España (en la actualidad México) durante la época de la conquista. Es una obra de gran importancia en la herbolaria medicinal.
El libro, titulado en latín "Libellus de medicinalibus indorum herbis", fue editado en 1552 y contenía descripciones de 185 plantas diferentes de América, así como sus usos terapéuticos. El códice Cruz-Badiano originalmente es un libro con dibujos coloreados y algunos en blanco y negro. Los dibujos se encuentran en folios de 58 hojas (de dimensiones de 25,2 por 15 cm). Está dividido en función de los distintos padecimientos que describe.
Martín de la Cruz nació en Tlalelolco a finales del siglo XV. Estudió en el calmécac y a los 50 años ingresó en el Colegio Imperial de la Santa Cruz de Tlatelolco, donde fungió como curandero y alumno.

## Juan Badiano
(1484-1560) Nació en Chililico, hoy Barrio La Santísima, Xochimilco. 
A los 8 años estudió con los Siete Sabios del Lugar. A los 51 años, por ser descendiente de nobles, es aceptado para su ingreso en el Colegio Imperial de la Santa Cruz de Tlatelolco, donde aprendió español, religión y latín, siendo compañero de Martín de la Cruz. Su principal aportación la hizo, cuando en 1552 por encomienda del Padre Jacobo De Grado, realiza la traducción del náhuatl al latín del Herbario Indígena (Amatoce huaxihuipactli) obra de Don Martín de la Cruz, así como también aumentando el acervo del herbario indígena, reconociendo su obra y elevándolo a profesor dentro de los indígenas. Juan Badiano muere en 1560 a la edad de 76 años, en Tlatelolco.
El Códice fue primeramente llevado a España, y posteriormente a la Biblioteca Vaticana en Roma, Italia. El 8 de mayo de 1990, el Papa Juan Pablo II regresó el Códice de la Cruz-Badiano a México, y lo entregó al gobierno mexicano. En 1964 el IMSS mandó publicar la edición facsimilar del códice con el fin de estudiar las propiedades de algunas plantas que ahí se mencionan.
Entre nahuas y mixtecos la hierba malinalli se cuenta como uno de los 20 signos que se combinaban con 13 numerales para nombrar a los 260 días del calendario adivinatorio mesoamericano. En el Códice Azoyú I aparece como uno de los cargadores anuales, junto con mázatl (venado), ollin (movimiento) y ehécatl (viento). También la encontramos en topónimos, nombres propios y como elemento dentro de contextos simbólicos más amplios. En ocasiones se le ha confundido con otras clases de hierbas como la (xíhuitl) o con el zacate (zácatl), quizá por una iconografía similar, por malas traducciones de los textos o porque en ocasiones se ha utilizado el término zacate o zacatón para describirla.
Aquí, el texto del códice la describe como un remedio para la lagoftalmia: “Cuando los párpados se entorpecen de modo que el de arriba no baja y el de abajo muy poco se alza, y ya no se encuentra con el otro, es útil restregar los ojos con hojas de hierba malinalli. Además, salitre, sal y polvo de excremento, bien molido, que se aplica rociándolos”.
- Datos: Q6298938